# Senat Bovenschulte II
Der Senat Bovenschulte II ist seit dem 5. Juli 2023 die Landesregierung von Bremen. Er wird gestützt von einer Mehrheit der Fraktionen von SPD, Bündnis 90/Die Grünen und Die Linke in der Bremischen Bürgerschaft.

## Kabinett
Die Koalitionsverhandlungen wurden am 25. Juni 2023 abgeschlossen. Am 1. Juli 2023 stimmten Landesparteitage von SPD und Grünen dem Koalitionsvertrag zu. Am Tag darauf votierte auch ein Landesparteitag der Linkspartei für den Koalitionsvertrag. Am 3. Juli 2023 wurde der Koalitionsvertrag schließlich unterschrieben.
Die Wahl von Andreas Bovenschulte zum Präsidenten des Senats durch die Bremische Bürgerschaft erfolgte in ihrer 2. Sitzung am 5. Juli 2023. Im Anschluss wurden die Senatoren gewählt und vereidigt. Der neue Senat konstituierte sich noch am selben Tag.
| Ressort | Foto | Name                  | Partei | Partei | Staatsräte                                       | Partei | Partei    |
| --- | --- | --------------------- | ------ | ------ | ------------------------------------------------ | ------ | --------- |
| Präsident des Senats und Bürgermeister Senator für Angelegenheiten der Religionsgemeinschaften Senator für Kultur | | Andreas Bovenschulte  |        | SPD    | Thomas Ehmke Chef der Senatskanzlei              |        | SPD       |
| Präsident des Senats und Bürgermeister Senator für Angelegenheiten der Religionsgemeinschaften Senator für Kultur | Olaf Joachim 1 (bis Mai 2025) Nancy Böhning 1 (ab Juni 2025) Bevollmächtigter der Freien Hansestadt Bremen beim Bund und für Europa | Andreas Bovenschulte  |        | SPD    |                                                  |        | SPD       |
| Präsident des Senats und Bürgermeister Senator für Angelegenheiten der Religionsgemeinschaften Senator für Kultur | Carmen Emigholz Kultur | Andreas Bovenschulte  |        | SPD    |                                                  |        | SPD       |
| Stellvertreter des Präsidenten des Senats und Bürgermeister Senator für Finanzen                                  | | Björn Fecker          |        | Grüne  | Martin Hagen                                     |        | Grüne     |
| Stellvertreter des Präsidenten des Senats und Bürgermeister Senator für Finanzen                                  | Wiebke Stuhrberg | Björn Fecker          |        | Grüne  |                                                  |        | Grüne     |
| Senatorin für Kinder und Bildung                                                                                  | | Sascha Karolin Aulepp |        | SPD    | Torsten Klieme                                   |        | SPD       |
| Senatorin für Kinder und Bildung                                                                                  | Katharina von Fintel (Dezember 2023 bis Mai 2025)                                                                                   | Sascha Karolin Aulepp |        | SPD    |                                                  |        | SPD       |
| Senatorin für Gesundheit, Frauen und Verbraucherschutz                                                            | | Claudia Bernhard      |        | Linke  | Silke Stroth                                     |        | parteilos |
| Senatorin für Gesundheit, Frauen und Verbraucherschutz                                                            | Barbara Scriba-Hermann | Claudia Bernhard      |        | Linke  |                                                  |        | parteilos |
| Senator für Inneres und Sport                                                                                     | | Ulrich Mäurer         |        | SPD    | Olaf Bull                                        |        | SPD       |
| Senatorin für Umwelt, Klima und Wissenschaft                                                                      | | Kathrin Moosdorf      |        | Grüne  | Jan Fries                                        |        | Grüne     |
| Senatorin für Umwelt, Klima und Wissenschaft                                                                      | Irene Strebl | Kathrin Moosdorf      |        | Grüne  |                                                  |        | Grüne     |
| Senatorin für Arbeit, Soziales, Jugend und Integration                                                            | | Claudia Schilling     |        | SPD    | Kirsten Kreuzer Soziales, Jugend und Integration |        | SPD       |
| Senatorin für Arbeit, Soziales, Jugend und Integration                                                            | Karin Treu Arbeit (bis Mai 2024) | Claudia Schilling     |        | SPD    |                                                  |        | SPD       |
| Senatorin für Justiz und Verfassung                                                                               | Björn Tschöpe | Claudia Schilling     |        | SPD    |                                                  |        | SPD       |
| Senatorin für Bau, Mobilität und Stadtentwicklung                                                                 | | Özlem Ünsal           |        | SPD    | Ralph Baumheier                                  | SPD    |           |
| Senatorin für Wirtschaft, Häfen und Transformation                                                                | | Kristina Vogt         |        | Linke  | Sven Wiebe Wirtschaft (bis September 2023)       |        | parteilos |
| Senatorin für Wirtschaft, Häfen und Transformation                                                                | Martin Bialluch Wirtschaft (Oktober 2023 bis Januar 2024)                                                                           | Kristina Vogt         |        | Linke  | Linke                                            |        |           |
| Senatorin für Wirtschaft, Häfen und Transformation                                                                | Maike Frese Wirtschaft (ab April 2024)                                                                                              | Kristina Vogt         |        | Linke  | parteilos                                        |        |           |
| Senatorin für Wirtschaft, Häfen und Transformation                                                                | Kai Stührenberg Häfen | Kristina Vogt         |        | Linke  | Linke                                            |        |           |

## Wahl
| Wahlgang | Kandidat                          | Kandidat                   | Stimmen    | Stimmenzahl | Anteil (abgegebene Stimmen) | Unterstützer | Unterstützer | Unterstützer | Unterstützer      |
| --- | --------------------------------- | -------------------------- | ---------- | ----------- | --------------------------- | ------------ | ------------ | ------------ | ----------------- |
| 1. Wahlgang                                                                                                   |                                   | Andreas Bovenschulte (SPD) | Ja-Stimmen | 49          | 57,0 %                      |              |              |              | SPD, Grüne, Linke |
| 1. Wahlgang                                                                                                   | Nein-Stimmen                      | Andreas Bovenschulte (SPD) | 37         | 43,0 %      |                             |              |              |              | SPD, Grüne, Linke |
| 1. Wahlgang                                                                                                   | Enthaltungen                      | Andreas Bovenschulte (SPD) | 0          | 0,0 %       |                             |              |              |              | SPD, Grüne, Linke |
| 1. Wahlgang                                                                                                   | Ungültige Stimmen                 | Andreas Bovenschulte (SPD) | 0          | 0,0 %       |                             |              |              |              | SPD, Grüne, Linke |
| 1. Wahlgang                                                                                                   | Nichtteilnahme / Nichtanwesenheit | Andreas Bovenschulte (SPD) | 1          | –           |                             |              |              |              | SPD, Grüne, Linke |
| Damit wurde Andreas Bovenschulte erneut zum Präsident des Senats und Bürgermeister des Landes Bremen gewählt. |                                   |                            |            |             |                             |              |              |              |                   |